# Antagonisty kanału wapniowego
Antagonisty kanału wapniowego, blokery kanału wapniowego, inhibitory kanału wapniowego, antagonisty wapnia, blokery wapnia – grupa ksenobiotyków powodujących blokadę kanałów wapniowych w komórkach organizmu. Kanały wapniowe są rodzajem receptora błonowego, mogą zatem łączyć się ze specyficznymi substancjami zwanymi antagonistami, co prowadzi do zablokowania lub zredukowania możliwości otwierania się tych kanałów. Obniżenie zdolności otwierania się kanałów wapniowych powoduje zmniejszenie napływu jonów wapnia do komórki i spadek ich wewnątrzkomórkowego stężenia. Ponieważ jony Ca2+ pełnią ważną funkcję w mechanizmie skurczu mięśni, zablokowanie ich wnikania do komórki blokuje możliwość kurczenia się mięśni i prowadzi do ich rozluźnienia.
Leki należące do grupy antagonistów kanału wapniowego podzielono ze względu na ich selektywność (zdolność wybiórczego blokowania tylko kanałów wapniowych) na dwie klasy: A i B. Ze względu na miejsce działania – serce lub naczynia krwionośne – wyróżniono jeszcze sześć grup.

## Zastosowanie
Blokery kanału wapniowego stosuje się przede wszystkim w leczeniu chorób układu krążenia, w których korzystne jest obniżenie ciśnienia tętniczego. Antagonisty kanału wapniowego należące do różnych grup mają nieco inny profil działania na organizm i w związku z tym inne zastosowania kliniczne i przeciwwskazania. Różne leki z tej grupy są używane w terapii:
- nadciśnienia tętniczego
- choroby niedokrwiennej serca
- zaburzeń rytmu serca
- migreny.

## Podział i przykłady

### Klasa A
Selektywne blokery kanału wapniowego. Mają zdolność wybiórczego blokowania tylko kanałów wapniowych.

#### Grupa werapamilu
Zalicza się tu leki będące pod względem chemicznym pochodnymi fenyloalkiloaminy. Są to leki kardioselektywne (działają na komórki mięśnia sercowego w ok. 18 razy mniejszych stężeniach niż na komórki mięśni gładkich). Ich działanie polega na blokowaniu bramkowanych napięciem kanałów wapniowych. Leki te mogą się połączyć tylko z otwartym kanałem – efektywność ich działania zależy zatem od częstości otwierania się kanałów wapniowych w czasie zastosowania leku. Werapamil wywiera silne, ujemne działanie inotropowe i chronotropowe (zmniejsza siłę i częstość skurczu serca). Może zaostrzyć istniejącą niewydolność serca.
Przykłady: werapamil, gallopamil, falipamil, tiapamil.

#### Pochodne dihydropirydyny
Pochodne 1,4-dihydropirydyny, podobnie jak blokery z grupy werapamilu, blokują kanały wapniowe będące w stanie pobudzenia, zapobiegając ich otwarciu. Działają przede wszystkim na mięśnie gładkie naczyń krwionośnych, a w mniejszym stopniu wpływają na serce. W związku z tym są stosowane w leczeniu nadciśnienia, ale nie są skuteczne w leczeniu zaburzeń rytmu serca. Krótko działająca nifedypina jest używana w terapii choroby niedokrwiennej serca.
Przykłady: nifedypina, amlodypina, lerkanidypina, nitrendypina, lacydypina, nitrofedypina, nizoldypina, nilwadypina.

#### Grupa diltiazemu
Pod względem chemicznym są to pochodne benzotiazepiny. Blokują otwarte kanały wapniowe przede wszystkim w sercu, ale również w mięśniach gładkich naczyń. Wykazują ujemne działanie chronotropowe. Stosuje się je w zapobieganiu i leczeniu choroby niedokrwiennej serca.
Przykład: diltiazem.

### Klasa B
Nieselektywne blokery kanału wapniowego. Mogą blokować różne rodzaje kanałów, najczęściej antagonizują kanały wapniowe i sodowe. Leki z tej grupy często wpływają również na funkcje biologiczne innych substancji, np. histaminy. Mają mniejsze zastosowanie kliniczne od leków z klasy A.

#### Grupa flunaryzyny
Działają głównie na kanały wapniowe zlokalizowane w naczyniach krwionośnych. Oprócz kanałów wapniowych blokują też kanały sodowe oraz działanie kalmoduliny, serotoniny, dopaminy, histaminy i innych neuroprzekaźników. 
Są stosowane między innymi w leczeniu miażdżycy. Cynaryzyna, dzięki właściwościom przeciwhistaminowym, znajduje również zastosowanie jako lek przeciwalergiczny.
Przykłady: flunaryzyna, cynaryzyna.

#### Grupa prenylaminy
Prenylamina, lidoflazyna, fendylina mają zastosowanie w chorobie niedokrwiennej serca.
Przykłady: prenylamina, lidoflazyna.

#### Inne niewybiórcze blokery kanału wapniowego
Oprócz działania na kanały wapniowe blokują również kanały sodowe.
Przykłady: perheksylina, etafenon, beprydyl, terodylina.

## Interakcje farmakokinetyczne
| Antagonisty wapnia                                                                                       | Leki wchodzące w interakcje | Zmiana farmakokinetyki i jej następstwa kliniczne                                                      |
| --- | --- | --- |
| - amlodypina - felodypina - isradypina - nikardypina - nifedypina - nimodypina - nizoldypina - werapamil | - sok grejpfrutowy 200 ml/d - erytromycyna - itrakonazol - ketokonazol - cymetydyna - indinawir - nelfinawir - ritonawir - sakwinawir | ↑ stężenia antagonistów wapnia w surowicy: - hipotonia - zawroty głowy - bóle głowy - obrzęki obwodowe |
| - diltiazem - werapamil - nifedypina                                                                     | - ryfampicyna - fenobarbital | ↓ stężenia antagonistów wapnia w surowicy: - osłabienie działań leczniczych                            |
| - diltiazem - amlodypina - werapamil - nifedypina (tylko u dzieci)                                       | - cyklosporyna - takrolimus | ↑ stężenia w surowicy cyklosporyny, takrolimusu: - objawy toksyczne                                    |
| - diltiazem                                                                                              | - midazolam | ↑ stężenia midazolamu: - objawy toksyczne                                                              |
| - diltiazem - werapamil                                                                                  | - buspiron | ↑ stężenia buspironu: - objawy toksyczne                                                               |
| - diltiazem - werapamil - pochodne dihydropirydyny (w mniejszym stopniu)                                 | - lowastatyna - simwastatyna - atorwastatyna                                                                                          | ↑ stężenia satyn w surowicy: - możliwość miopatii                                                      |
| - diltiazem                                                                                              | - amiodaron - leki beta-adrenolityczne                                                                                                | - ryzyko ciężkiej bradykardii - ryzyko bloku serca                                                     |
| - werapamil                                                                                              | - amiodaron | - ryzyko ciężkiej bradykardii - ryzyko bloku serca                                                     |
| - werapamil                                                                                              | - leki beta-adrenolityczne | - znaczny spadek ciśnienia tętniczego - ciężka niewydolność serca - asystolia                          |